# Orphan Black
Orphan Black è una serie televisiva canadese di fantascienza trasmessa dal 30 marzo 2013 su Space in Canada e su BBC America negli Stati Uniti.
Ideata da Graeme Manson e John Fawcett, è incentrata su Sarah Manning, interpretata da Tatiana Maslany, una ragazza orfana che assume l'identità di una donna suicida identica a lei, scoprendo in seguito di essere uno di molti cloni in circolazione.
La serie solleva questioni sulle implicazioni morali ed etiche della clonazione umana e sui suoi effetti sui problemi dell'identità personale.
In Italia disponibile in streaming su Timvision.

## Trama
La serie inizia con Sarah Manning, artista della truffa, testimone del suicidio di una donna, Beth Childs, che sembra essere la sua gemella. Sarah assume l'identità e l'occupazione di Beth (come detective della polizia) dopo la sua morte. Durante la prima stagione, Sarah scopre di essere un clone, di avere molti cloni "sorelle"; diffusi in Nord America e in Europa e che fanno tutti parte di un esperimento illegale di clonazione umana, inoltre qualcuno sta complottando per uccidere tutte loro.
Aiutata dal fratello adottivo, Felix Dawkins, e a due sue cloni, Alison Hendrix e Cosima Niehaus, Sarah arriva a scoprire l'origine dei cloni: un movimento scientifico chiamato Neoluzione. Il movimento ritiene che gli esseri umani possano utilizzare le conoscenze scientifiche per orientare la loro evoluzione come specie. Il movimento ha una base istituzionale nella grande, influente e ricca società biotecnologica, il Dyad Institute, che sembra essere guidato dal Dr. Aldous Leekie. Il Dyad Institute conduce ricerche di base, fa pressione sulle istituzioni politiche e promuove il suo programma di eugenetica, con l'aiuto del clone Rachel Duncan. Cerca anche di trarre profitto dalla tecnologia che i cloni incarnano e ha quindi inserito degli osservatori nella vita personale dei cloni, presumibilmente per studiarli scientificamente, ma in realtà per tenerli sotto sorveglianza. Sarah scopre di essere ricercata anche dalla polizia e da un gruppo religioso segreto, i Proletani. Una fazione dei Proletani è responsabile degli assassinii dei cloni, essendo convinti che i cloni siano abominazioni e utilizzano la sorella gemella biologica di Sarah, Helena, per uccidere gli altri cloni (Sarah e Helena condividono una madre surrogata e sono gemelle sia geneticamente che per quanto riguarda l'ambiente materno precoce).
Ad un certo punto il Dyad Institute e i Proletani apprendono che Sarah ha una figlia, Kira, l'unica prole conosciuta di un clone; tutti gli altri cloni sono sterili. Nascerà così una vera e propria caccia per scoprire i motivi della fertilità di Sarah e dello speciale patrimonio genetico della figlia, che potrebbe essere utilizzato come cura ad una malattia genetica letale per tutti i cloni.

## Episodi
| Stagione         | Episodi | Prima TV originale | Prima TV Italia |
| ---------------- | ------- | ------------------ | --------------- |
| Prima stagione   | 10      | 2013               | 2014            |
| Seconda stagione | 10      | 2014               | 2014-2015       |
| Terza stagione   | 10      | 2015               | 2015            |
| Quarta stagione  | 10      | 2016               | 2016            |
| Quinta stagione  | 10      | 2017               | 2017            |

## Personaggi e interpreti

### Personaggi principali
- Sarah Manning (stagioni 1-5), interpretata da Tatiana Maslany, doppiata da Joy Saltarelli.
È una ragazza orfana con precedenti penali per reati minori. Dopo essere stata testimone del suicidio di Elizabeth "Beth" Childs, una detective della polizia identica a lei, ruba la sua identità con lo scopo di derubarla per poter scappare con Kira e Felix, ma poi scopre di aver assunto l'identità di un membro di un numeroso gruppo di cloni di cui lei stessa fa parte e che qualcuno sta cercando di uccidere. Ha una figlia che si chiama Kira e vive con sua madre adottiva Siobahn, perché lei non ritiene Sarah un genitore affidabile. È molto legata a Felix, suo fratello adottivo e migliore amico.
- Alison Hendrix (stagioni 1-5), interpretata da Tatiana Maslany. Apparentemente una comune moglie e madre dei sobborghi, è uno dei cloni. Insieme a Cosima Niehaus aiuta Sarah scoprire di più sulle loro origini. Ha un marito e due figli adottivi.

- Cosima Niehaus (stagioni 1-5), interpretata da Tatiana Maslany, un altro membro del gruppo di cloni, dottoranda in biologia evolutiva, viene definita "geek monkey" per la sua intelligenza. Scopre di essere malata e l'unica cura sono le cellule staminali di Kira.
- Helena (stagioni 1-5), interpretata da Tatiana Maslany. Serial killer che cerca, inizialmente, di uccidere i cloni credendo di essere l'originale. Mentalmente instabile e manipolata da Tomas, membro del movimento dei Proletani, antagonista del Neoluziosimo. È ucraina.
- Rachel Duncan (stagioni 1-5), interpretata da Tatiana Maslany. A differenza delle altre, ha avuto una vita agiata cresciuta dai neoluzionisti diventando una ricca donna d'affari. Può essere considerata come un proto-clone.
- Krystal Goderitch (stagioni 3-5), interpretata da Tatiana Maslany. Una ragazza svampita, pensa solo all'immagine e lavora in un salone di bellezza, ignara dell'esistenza delle altre.
- Felix Dawkins (stagioni 1-5), interpretato da Jordan Gavaris, doppiato da Manuel Meli.
Fratello adottivo e migliore amico di Sarah. Una volta che si ritrova invischiato nella "questione cloni" cerca di proteggere in ogni modo sua sorella e le altre.
- Paul Dierden (stagioni 1-3, 4 ricorrente),interpretato da Dylan Bruce, doppiato da Marco Vivio.
Era il fidanzato di Elizabeth Childs. Sarah scopre che si tratta di un "osservatore" incaricato di riportare i comportamenti del clone ai suoi superiori. Ma si innamora di Sarah fino a salvarla.
- Arthur "Art" Bell (stagioni 1-5), interpretato da Kevin Hanchard, doppiato da Riccardo Scarafoni.
Detective di polizia che lavora in coppia con Elizabeth Childs, segretamente innamorato di lei.
- Siobhan Sadler (stagioni 1-5), interpretata da Maria Doyle Kennedy, doppiata da Cristina Boraschi.
Chiamata "Signora S" da Sarah e Felix, suoi figli adottivi, è l'attuale tutrice legale di Kira, figlia naturale di Sarah.
- Delphine Cormier (stagioni 1-3, 4 ricorrente,5 stagione), interpretata da Évelyne Brochu, doppiata da Domitilla D'Amico.
È una donna francese che verrà scelta per essere l'osservatrice di Cosima. Instaurerà una relazione con quest'ultima.
- Mark Rollins (stagioni 2-5), interpretato da Ari Millen, doppiato da Daniele Raffaeli.
Appartenente ad una comunità di fertilità genetica, si scopre essere anche lui il primo di una lunga serie di cloni maschi chiamati Castor.
- Donnie Hendrix (stagioni 1-2 ricorrente, stagioni 3-5), interpretato da Kristian Bruun, doppiato da Fabrizio Vidale.
 È il marito di Alison e suo osservatore.
- Cal Morrison (stagioni 2-3), interpretato da Michiel Huisman, doppiato da Andrea Lavagnino.
Padre naturale di Kira.
- Gracie Johanssen (stagioni 2-3, 5), interpretata da Zoé De Grand Maison, doppiata da Eva Padoan. 
Moglie di Mark e figlia dei leader dei Proletani.
- Scott Smith (stagioni 1-3 ricorrente, stagioni 4-5), interpretato da Josh Vokey, doppiato da Emiliano Coltorti.
Aiutante di Cosima in laboratorio.

### Personaggi secondari
- Kira Manning (stagioni 1-5), interpretata da Skyler Wexler, doppiata da Giorgia Maria Bruno.
È la figlia naturale di Sarah.
- Angela Deangelis (stagioni 1-4), interpretata da Inga Cadranel, doppiata da Francesca Fiorentini.
Detective di polizia che sostituisce Elizabeth come partner di Arthur Bell.
- Victor "Vic" Schmidt (stagioni 1-2), interpretato da Michael Mando, doppiato da Paolo Vivio.
 È l'ex ragazzo di Sarah. Era uno spacciatore che decide di cambiare vita.
- Aldous Leekie (stagioni 1-2, 4-5), interpretato da Matt Frewer, doppiato da Luca Biagini.
Dirige il DYAD Institute e guida il movimento chiamato Neoluzionismo, responsabile dell'esperimento che ha fatto nascere Sarah e le altre cloni.
- Daniel Rosen (stagioni 1-2), interpretato da Matthew Bennett.
 Avvocato del DYAD, assunto per fare il lavoro sporco di Rachael, con il quale ha anche una relazione.
- Tomas (stagioni 1-2, 5), interpretato da Daniel Kash.
 Responsabile del rapimento e dell'addestramento di Helena.
- Aynsley Norris (stagioni 1, 5), interpretata da Natalie Lisinska, doppiata da Francesca Manicone (stagione 1) e Valentina Mari (stagione 5).
È una vicina di casa di Alison, la quale viene erroneamente ritenuta da quest'ultima sua "osservatrice".
- Marion Bowles (stagione 2), interpretata da Michelle Forbes.
Alto funzionario che è a conoscenza del Progetto Castor, dove lavorava la madre adottiva di Rachel. È inoltre la madre adottiva del più giovane clone del progetto Leda, Charlotte.
- Henrik "Hank" Johanssen (stagione 2), interpretato da Peter Outerbridge. 
Leader dei Proletani, interessato fortemente agli speciali geni di Helena.
- Tony Sawicki (stagione 2), interpretato da Tatiana Maslany, doppiato da Joy Saltarelli.
Nato Antoinette Sawicki, è un clone transgender. Contattato da Beth Childs, scoprì di essere ad ella collegato, ma non gli venne detta completamente la verità. Sarah Manning in seguito lo informa di essere un clone e gli chiede di andare il più lontano possibile, mettendolo così al sicuro.
- Marci Coates (stagione 3), interpretata da Amanda Brugel. 
Rivale di Alison nell'elezione del corpo genitori della Bailey Downes School.
- Dr. Virginia Coady (stagioni 3, 5), interpretata da Kyra Harper,doppiata da Stefania Romagnoli. 
Medico militare che indaga sulla malattia del Castor e che sterilizza illegalmente donne fertili.
- Dr. Susan Duncan (stagioni 4-5, guest star stagione 3), interpretata da Rosemary Dunsmore, doppiata da Antonella Giannini. 
  madre adottiva di Rachel Duncan e una delle principali scienziate del Progetto Leda.
- Ferdinand Chevalier (stagioni 3-5), interpretato da James Frain, doppiato da Christian Iansante.
Misterioso funzionario del DYAD Institute collegato al progetto Leda.
- Shay Davydov (stagione 3), interpretata da Ksenia Solo, doppiata da Giulia Franceschetti.
Misteriosa guaritrice che incontra Cosima tramite un'app del cellulare chiamata Sapphire. Delphine spierà la relazione tra le due attraverso foto e video.
- Jason Kellerman (stagione 3), interpretato da Justin Chatwin, doppiato da Gianfranco Miranda. 
Ex fiamma di Alison e spacciatore insieme ai coniugi Hendrix.
- Kendall Malone (stagioni 3-4), interpretata da Alison Steadman, doppiata da Vittoria Febbi.
 É il modello genetico da cui derivano i progetti di clonazione di Leda e Castor. È la madre biologica di Siobhan Sadler.
- M.K. (stagioni 4-5), interpretata da Tatiana Maslany, doppiata da Joy Salterelli.
 Clone hacker, amica di Beth Childs.
- Marty Duko (stagione 4), interpretato da Gord Rand, doppiato da Alberto Bognanni.
Detective che indaga con la polizia sull'omicidio di Maggie Chen. È collegato con la Neoluzione.
- Evie Cho (stagione 4), interpretata da Jessalyn Wanlim, doppiata da Emilia Costa.
Una donna che ha lavorato con Leekie al DYAD, specializzata nella Neoluzione. È a capo della BrightBorn Corporation, una compagnia di fertilità legata alla Neoluzione.
- Adele (stagioni 4-5), interpretata da Lauren Hammersley, doppiata da Francesca Manicone.
La sorella biologica di Felix.
- Mud (stagione 5), interpretata da Jenessa Grant.
Ragazza del Camp Revival con una grande intelligenza.
- Detective Maddy Enger (stagione 5), interpretata da Elyse Levesque, doppiata da Letizia Scifoni.
Neoluzionista che lavora sotto copertura nella polizia facendosi assegnare come nuova partner di Art.
- P.T. "Percival" Westmorland (stagione 5), interpretato da Stephen McHattie, doppiato da Gino La Monica.
Capo del progetto Neoluzione. Nato nel 1842, studiò a Eton e a Cambridge. Fu membro della Royal Geographic Society e pubblicò numerosi trattati e libri sulla riproduzione. Studiò anche le forme di vita primitive, compiendo ricerche nelle foreste del Borneo dove morì nel 1898. Non venne mai più visto in pubblico fino al presente.

## Produzione
Nata da un'idea del regista Graeme Manson, il quale aveva iniziato a sviluppare la serie al Canadian Film Centre, e co-creata dallo sceneggiatore John Fawcett, Orphan Black è prodotta dallo studio indipendente Temple Street Productions, in collaborazione con Bell Media, proprietaria della rete televisiva canadese Space, e BBC America. La produzione di una prima stagione di dieci episodi venne annunciata per la prima volta nel mese di giugno 2012.
Il 17 settembre 2012 fu annunciato che Tatiana Maslany avrebbe interpretato il ruolo della protagonista Sarah Manning e di vari altri cloni. Passare dai panni di un personaggio all'altro, cambiando trucco, acconciatura e personalità, richiede circa un'ora e mezza; l'attrice sul set si aiuta ascoltando differenti tipi di musica a seconda del personaggio interpretato. Le riprese delle scene in cui compaiono più cloni sono facilitate dall'uso di carrelli in grado di memorizzare il movimento di una telecamera, il quale viene quindi replicato perfettamente nelle riprese aggiuntive per aggiungere i vari cloni. Il resto del cast principale fu ingaggiato nelle settimane seguenti. Le riprese della prima stagione si svolsero a Toronto dal 23 ottobre 2012 al 12 febbraio 2013.
Il 30 marzo 2013 iniziò la trasmissione degli episodi della prima stagione, mentre il 2 maggio 2013 fu annunciato il rinnovo per una seconda stagione. Composta come la prima da 10 episodi, la seconda stagione viene trasmessa dal 19 aprile 2014. Il 9 luglio 2014 è stata confermata la produzione di una terza stagione, in onda dal 18 aprile 2015, mentre il 7 maggio 2015 è stata rinnovata anche per una quarta stagione, la quale va in onda dal 14 aprile 2016. Il 16 giugno 2016 viene annunciato il rinnovo per una quinta ed ultima stagione.

## Altri media

### Fumetti
Nel luglio 2014, è stato annunciato che una serie di fumetti pubblicati da IDW Publishing sarebbe iniziata all'inizio del 2015. Il primo numero è stato pubblicato nel febbraio 2015, e la serie di fumetti è co-scritta dai creatori delle serie John Fawcett e Graeme Manson. 

### Colonne sonore
Nel maggio 2015, la Varèse Sarabande Records ha pubblicato due colonne sonore con musiche delle stagioni 1 e 2. La colonna sonora comprende musiche composte da Trevor Yuile e la colonna sonora include le musiche di altri artisti presenti in Orphan Black.

### Remake giapponese
Un remake giapponese dello show, Orphan Black - 7 Genes, fu lanciato il 2 dicembre 2017 su Fuji Television, con l'attrice e cantante sudcoreana Kang Ji-young nei panni di Sara Aoyama, una madre single al verde e disperata che assiste allo scioccante suicidio di una donna che le assomiglia. Il remake è stato prodotto da Telepack per Tokai TV su licenza della BBC Worldwide.

## Riconoscimenti
La serie ha ottenuto diversi riconoscimenti, rivolti principalmente alla protagonista Tatiana Maslany. Per le sue varie interpretazioni dei numerosi cloni l'attrice è stata acclamata dalla critica. Tim Goodman sul The Hollywood Reporter giudicò «fantastica» la sua performance, descrivendo la sua mancata candidatura ai premi Emmy 2013 come «la più scandalosa trascuratezza» tra le nomination di quell'anno.
- Golden Globe
  - nel 2014 candidatura per la miglior attrice in una serie televisiva drammatica a Tatiana Maslany

- Screen Actors Guild Awards
  - nel 2015 candidatura per la miglior attrice in una serie televisiva drammatica a Tatiana Maslany

- Critics' Choice Television Award
  - nel 2013 premio per la miglior attrice in una serie televisiva drammatica a Tatiana Maslany

- People's Choice Award
  - nel 2014 candidatura per la miglior attrice in una serie televisiva sci-fi/fantasy a Tatiana Maslany

- Satellite Award
  - nel 2014 candidatura per la miglior serie o miniserie televisiva di genere
  - nel 2014 candidatura per la miglior attrice in una serie televisiva drammatica a Tatiana Maslany

- TCA Award
  - nel 2013 premio per la miglior attrice in una serie televisiva drammatica a Tatiana Maslany
  - nel 2013 candidatura per il miglior nuovo programma televisivo
  - nel 2014 candidatura per la miglior attrice in una serie televisiva drammatica a Tatiana Maslany
- Young Artist Awards
  - nel 2015 candidatura per la miglior performance in una serie televisiva - giovane attrice ricorrente di anni 17-21 a Zoé De Grand Maison[14]

- Premio Emmy
  - nel 2015 candidatura per la miglior attrice protagonista in una serie drammatica a Tatiana Maslany
  - nel 2016 premio per la miglior attrice protagonista in una serie drammatica a Tatiana Maslany